# Chillin (singel)
Chillin – piosenka amerykańskiego rapera Wale z debiutanckiego albumu „Attention: Deficit”. W utworze gościnnie zaśpiewała Lady Gaga. Oficjalna premiera singla odbyła się 2 czerwca 2009. Utwór dotarł do dwunastego miejsca UK Singles Chart. Na liście Billboard zadebiutował na pozycji 99. Wale wykonywał piosenkę na żywo w „Late Night With Jimmy Fallon”, 14 lipca 2009 roku. Oficjalny remix do piosenki nosi nazwę „Chillin’ (Catch vs 9th)”.

## Tło
Wale chciał współpracować z Gagą od listopada 2008 roku. Niektórzy byli zaskoczeni współpracą. Wale skomentował to, mówiąc, że jeśli Jay-Z może współpracować z Coldplay on może z Lady. Według Gagi utwór był trochę kulawy, dlatego postanowiła ona zmienić niektóre wersy, tak by singiel nie był przepełniony artyzmem.

## Notowania
Piosenka osiągnęła przeciętne miejsca na listach przbojów. W Stanach Zjednoczonych na liście Billboard Hot 100 piosenka zadebiutowała na tydzień na pozycji dziewięćdziesiątej dziewiątej, ale w przyszłym tygodniu spadła. Utwór osiągnął szczyt listy Rhythmic Top 40 Chart. W Kanadzie kawałek uplasował się na pozycji siedemdziesiątej siódmej. „Chillin'” osiągnął pozycję dwudziestą dziewiątą w Australii. Singiel w Wielkiej Brytanii osiągnął miejsce dwunaste, a w Irlandii dziewiętnaste. Na europejskiej liście Billboard’s Hot 100 Singles osiągnął pozycję czterdziestą drugą.

## Teledysk
Teledysk do utworu wyreżyserował Chris Robinson. Cały klip został umieszczony na kanale YouTube 2 czerwca 2009 roku. W klipie pokazuje się Young Chris, Tre i Bun B. Wale i Gaga pokazani są na molo w Chelsea, Massachusetts. Wale ukazuje się w różnych miejscach ulic Waszyngtonu oraz w jednym ze scen w słynnym sklepie Bodega w Bostonie, gdzie Wale przymierza ubrania. W klipie pokazane są słuchawki Beats by Dr Dre zaprojektowane przez Gagę oraz kilka plakatów z wizerunkiem Baracka Obamy. Teledysk został dodany do rotacji BET w 2009 roku.

## Pozycje na listach
| Lista (2009)             | Najwyższa pozycja |
| ------------------------ | ----------------- |
| Australian Singles Chart | 29                |
| Canadian Hot 100         | 73                |
| European Hot 100 Singles | 42                |
| Irlandia Singles Chart   | 19                |
| UK Singles Chart         | 12                |
| U.S. Billboard Hot 100   | 99                |